# Mattia Viviani
Mattia Viviani (Brescia, 4 settembre 2000) è un calciatore italiano, centrocampista del Benevento.

## Caratteristiche tecniche
È un centrocampista centrale che può essere adattato da mezzala, con buon senso della posizione e ottima visione di gioco. Viene paragonato al coetaneo Sandro Tonali.

## Carriera

### Club

#### Brescia
Cresciuto nel settore giovanile della Brescia, ha debuttato in prima squadra il 24 marzo 2018 disputando da titolare l'incontro di Serie B perso 3-0 contro il Bari. Nella stagione seguente, dopo avere rinnovato il contratto per 3 anni il 3 agosto 2018, ha collezionato 6 presenze in campionato e 2 in Coppa Italia, raggiungendo la promozione con il club lombardo in Serie A a fine anno.
Ha debuttato nella massima serie italiana il 14 dicembre 2019 disputando l'incontro vinto 3-0 contro il Lecce.

#### Chievo
Il 5 ottobre 2020 viene ceduto a titolo definitivo al Chievo, con cui sigla un contratto triennale. Ha debuttato con la maglia del Chievo il 17 ottobre 2020 nell'incontro vinto 0-1 contro la Reggiana. Tre giorni dopo, il 20 ottobre 2020 ha affrontato la sua ex squadra, il Brescia, nella partita disputa allo stadio Marcantonio Bentegodi, vinta 1-0. Conclude la sua prima e unica annata in gialloblù con 31 presenze. A fine stagione, complice il fallimento del Chievo, resta svincolato.

#### Benevento
Il 15 settembre 2021 si accorda col Benevento neo retrocesso in B. Il 27 novembre sigla la sua prima rete in Serie B nonché con la maglia delle streghe, nel successo per 4-0 contro la Reggina.

#### Cosenza
Il 19 agosto 2023 viene ceduto in prestito al Cosenza.

### Nazionale
Nel 2018 ha giocato una partita nella nazionale Under-19.

## Statistiche

### Presenze e reti nei club
Statistiche aggiornate al 4 maggio 2025.
| Stagione         | Squadra          | Campionato       | Campionato | Campionato | Coppe nazionali | Coppe nazionali | Coppe nazionali | Coppe continentali | Coppe continentali | Coppe continentali | Altre coppe | Altre coppe | Altre coppe | Totale | Totale | Totale |
| Stagione         | Squadra          | Comp             | Pres       | Reti       | Comp            | Pres            | Reti            | Comp               | Pres               | Reti               | Comp        | Pres        | Reti        | Pres   | Reti   |        |
| ---------------- | ---------------- | ---------------- | ---------- | ---------- | --------------- | --------------- | --------------- | ------------------ | ------------------ | ------------------ | ----------- | ----------- | ----------- | ------ | ------ | ------ |
| 2017-2018        | Brescia          | B                | 1          | 0          | CI              | 0               | 0               | -                  | -                  | -                  | -           | -           | -           | 1      | 0      |        |
| 2018-2019        | Brescia          | B                | 6          | 0          | CI              | 2               | 0               | -                  | -                  | -                  | -           | -           | -           | 8      | 0      |        |
| 2019-2020        | Brescia          | A                | 8          | 0          | CI              | 1               | 0               | -                  | -                  | -                  | -           | -           | -           | 9      | 0      |        |
| ago.-ott. 2020   | Brescia          | B                | 1          | 0          | CI              | 0               | 0               | -                  | -                  | -                  | -           | -           | -           | 1      | 0      |        |
| Totale Brescia   | Totale Brescia   | Totale Brescia   | 16         | 0          |                 | 3               | 0               |                    | -                  | -                  |             | -           | -           | 19     | 0      |        |
| ott. 2020-2021   | Chievo           | B                | 31         | 0          | CI              | 0               | 0               | -                  | -                  | -                  | -           | -           | -           | 31     | 0      |        |
| 2021-2022        | Benevento        | B                | 19+2       | 2          | CI              | 0               | 0               | -                  | -                  | -                  | -           | -           | -           | 21     | 2      |        |
| 2022-2023        | Benevento        | B                | 21         | 0          | CI              | 1               | 0               | -                  | -                  | -                  | -           | -           | -           | 22     | 0      |        |
| 2023-2024        | Cosenza          | B                | 15         | 0          | CI              | 0               | 0               | -                  | -                  | -                  | -           | -           | -           | 15     | 0      |        |
| 2024-2025        | Benevento        | C                | 26         | 2          | CI-C            | 0               | 0               | -                  | -                  | -                  | -           | -           | -           | 26     | 2      |        |
| Totale Benevento | Totale Benevento | Totale Benevento | 66+2       | 4          |                 | 1               | 0               |                    | -                  | -                  |             | -           | -           | 69     | 4      |        |
| Totale carriera  | Totale carriera  | Totale carriera  | 130        | 4          |                 | 4               | 0               |                    | -                  | -                  |             | -           | -           | 134    | 4      |        |

## Palmarès
- Campionato italiano di Serie B: 1

Brescia: 2018-2019